# Соснина (Волынская область)
Сосни́на (укр. Соснина) — село в Иваничевской поселковой общине Владимирского района Волынской области Украины.
Код КОАТУУ — 0721186801. Население по переписи 2001 года составляет 601 человек. Почтовый индекс — 45323. Телефонный код — 3372. Занимает площадь 12,8 км².

## История
В 1946 году указом ПВС УССР село Бискупичи-Шляхетские переименовано в Соснину.
До 2020 года входило в Иваничевский район.